# Terrie Moffitt
Terrie Edith Moffitt (Nuremberg, Alemanya, 9 de març del 1955), és una psicòloga clínica americana, coneguda per la seva recerca pionera en el desenvolupament del comportament antisocial, així com per la seva col·laboració amb Avshalom Caspi en la recerca sobre les interaccions dels diferents genotips amb l'ambient en l'àmbit de les malalties mentals. Fou guardonada amb el premi Estocolm en Criminologia l'any 2007.

## Primers anys
Moffitt va créixer a Carolina del Nord, Estats Units d'Amèrica, i va estudiar Psicologia a la Universitat de Carolina del Nord, de la qual es va graduar el 1977. Va continuar els seus estudis en psicologia clínica a la Universitat de Califòrnia del Sud (va cursar el màster en Comportament Animal Experimental -1981- i s'hi va doctorar en Psicologia Clínica el 1984), i va completar els seus estudis post-doctorals a la Universitat de Califòrnia. El 1985, Moffitt va esdevenir professora ajudant a la Universitat de Wisconsin-Madison, on la van ascendir a professora a temps complet el 1995. Moffitt també ha exercit la docència en el King's College de Londres i la Universitat de Duke.